# Christianus Petrus Eliza Robidé van der Aa

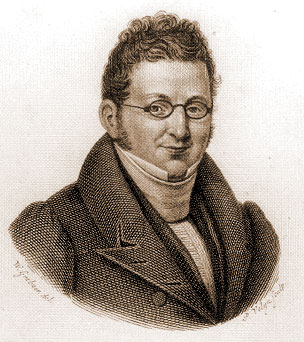
Christianus Petrus Eliza Robidé van der Aa.

Christianus Petrus Eliza Robidé van der Aa (* 7. Oktober 1791 in Amsterdam; † 14. Mai 1851 in Oosterbeek) war ein niederländischer Jurist, Schriftsteller und Dichter.

## Leben
Christianus Petrus Eliza Robidé van der Aa war der älteste Sohn des Rechtsanwalts Pierre Jean Baptiste Charles van der Aa und dessen Frau Francina Adriana Bartha van Peene. Er hatte mehrere Geschwister; u. a war er der Bruder des Lexikographen Abraham Jacob van der Aa. Den Namen Robidé nahm er erst später nach seiner Großmutter mütterlicherseits an. Im Dezember 1811 wurde er Doktor der beiden Rechte und fungierte daraufhin als Rechtsanwalt in Leiden in der Kanzlei seines Vaters, der bereits am 12. Mai 1812 im Alter von 41 Jahren zu Leiden verstarb. Im Juni desselben Jahres wurde er Sekretär des Bürgermeisters von Sneek und nahm 1813 im Rang eines Majors am niederländischen Aufstand gegen Napoleon teil. Im März 1814 wurde er Schriftführer des friesischen Ortes Lemmer und danach von Lemsterland. 1815 diente er freiwillig bei den niederländischen Streitkräften, als Napoleon 1815 während der Herrschaft der Hundert Tage wieder kurzzeitig in Frankreich an die Macht kam.
Am 11. Juni 1816 heiratete van der Aa die Lyra-Spielerin und Dichterin Eelkje Poppes;  aus der Ehe gingen drei Töchter hervor. 1818 wurde er Rechtsanwalt in der friesischen Stadt Leeuwarden. In der Folgezeit machte er sich aber vor allem als Dichter einen Namen, wobei er u. a. patriotische Lyrik und Oden für berühmte Persönlichkeiten verfasste. Nach dem Tod seiner Gattin (20. September 1828) ging er am 6. Dezember 1830 eine zweite Ehe mit Lucia Maria de Jongh ein. Mit dieser bekam er 1832 einen Sohn, Pierre Jean Baptiste Charles Robidé van der Aa. 1834 wurde er Rechtsanwalt in Arnhem und im September 1838 Richter am dortigen Bezirksgericht. Auf dem Gebiet seines schriftstellerischen Schaffens verfasste er nun weniger Gedichte, dafür vermehrt Prosawerke. Er war an einer Steigerung der Volksbildung interessiert, schrieb unter anderem gegen Alkoholmissbrauch an und wurde 1840 Schulinspektor für das erste Distrikt Gelderlands. Von 1839 bis 1847 gab er mit dem niederländischen Geistlichen und Autor Ottho Gerhard Heldring De Volksbode heraus.
Nach dem Tod seiner zweiten Frau (28. August 1846) laborierte van der Aa seit 1848 an einer schweren Gehirnerkrankung und starb 1851 im Alter von knapp 60 Jahren.

## Werke (Auswahl)
- De dood van Lord Byron (Gedicht, 1827)
- De Rijn in afbeeldingen en tafereelen geschetst (2 Bde., Amsterdam 1836)
- De zoon der Natuur en de man naar de Wereld (2 Bde., Amsterdam 1837)
- Volksverhalen en Legenden aan de Rijnoevers verzameld (2 Bde., Arnheim 1839)
- Napoleons Assche (Gedicht, Amsterdam 1841)